# 科帕拉 (格雷罗州)
科帕拉是墨西哥的一座城市，位于格雷罗州的科帕拉市镇，亦是该市镇首府。

## 地理
科帕拉距格雷罗州首府奇尔潘辛戈约120公里，墨西哥200号高速公路穿过该城市。